# Audi RS6
De Audi RS6 is de sportiefste versie van de populaire Audi A6, een hogere middenklasse auto van de Duitse autoproducent Audi. De Audi RS6 moet concurreren met de BMW M5 en Mercedes-AMG E 63 S Estate.
De RS6 wordt geproduceerd door quattro GmbH, die ook verantwoordelijk is voor de Audi R8 en de andere RS-modellen van Audi. De benaming "RS" staat voor "Renn Sport", Audi's hoogste modellenlijn die nog boven de "S" ("Sport") modellen is gepositioneerd.

## Eerste generatie (C5)
De eerste generatie RS6 kwam in mei 2002 op de markt en was beschikbaar als sedan (Limousine) en stationwagen (Avant). De auto heeft een 4,2-liter biturbo V8-motor met een vermogen van 450 pk. Daarmee was de RS6 sterker dan zijn directe concurrenten de BMW E39 M5 en de Mercedes-Benz E 55 AMG.
Er bestaat een selecte groep gebruikers van de Audi RS6. Naar Noord-Amerika zijn er bijvoorbeeld maar ongeveer 1.200 verscheept. De RS6 bleek echter succesvoller dan in eerste instantie gedacht werd, Audi schatte de productie op ongeveer 6.000 modellen maar de teller bleef achteraf pas bij 8.081 steken.

### Aandrijflijn

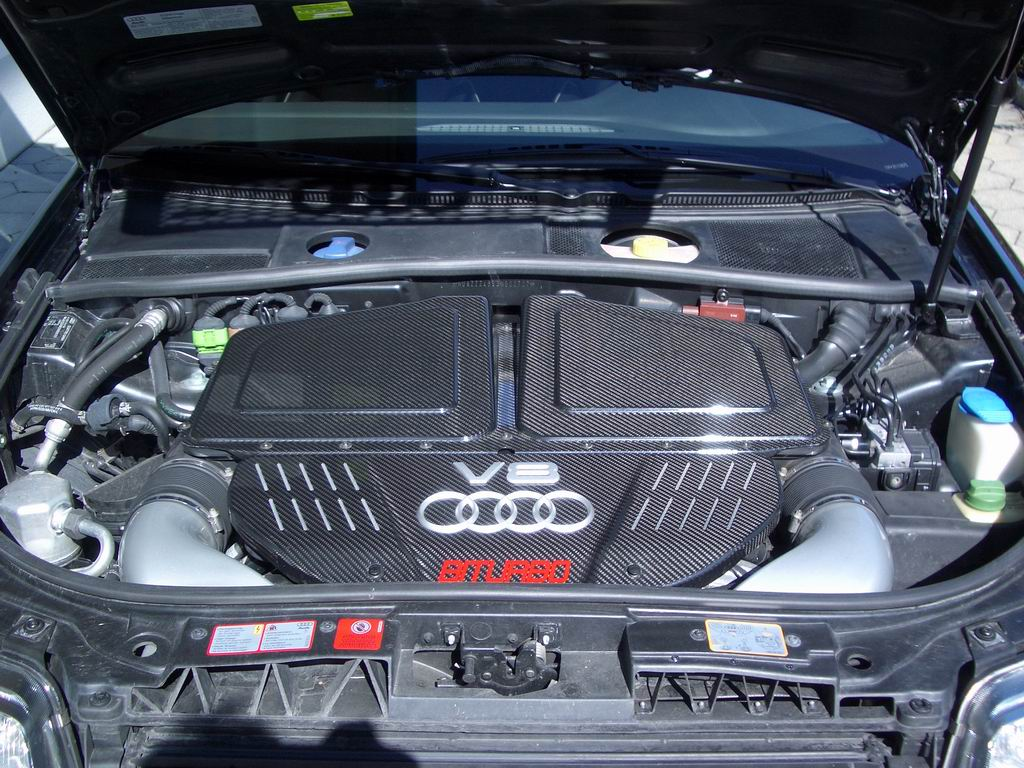
De 4.2 V8 biturbo uit de RS6.

De auto heeft een 4,2-liter biturbo V8-motor met 5 kleppen per cilinder en variable inlaatklep timing die een vermogen van 450 pk (331 kW) opwekt en een koppel heeft van 560 Nm. Het maximumvermogen is beschikbaar van 5.700 tot 6.400 tpm en het maximum koppel tussen 1.950 en 5.600 tpm. De motor is gebaseerd op die uit de Audi A6 4.2 en uit de Audi S6 en is getuned met behulp van Cosworth en voorzien van 2 turbo's.
De RS6 heeft het Audi quattro vierwielaandrijvings-systeem en een 5-traps Tiptronic automatische versnellingsbak. Er was geen handgeschakelde versie leverbaar omdat Audi geen geschikte versnellingsbak in huis had die het koppel van de motor aankon. Het Torsen-differentieel van de quattro-aandrijving is een aangepaste versie van het differentieel dat gebruikt werd in de Audi A8 W12 type D2. Het voor- en achterdifferentieel is van het "open" type met een Electronic Differential Lock (EDL) en werkt samen met het ESP. De kracht van de motor wordt eerst naar een Torsen-differentieel gestuurd dat zich in het midden bevindt, vervolgens naar het voor- en achterdifferentieel. De RS6 debuteerde met Audi's Dynamic Ride Control (DRC), een dempingssysteem dat met behulp van kruislings geplaatste hydraulische cilinders een shimmy tegengaat.

### Uiterlijk
De RS6 heeft standaard 19 inch wielen, 18 inch was optioneel. De wagen is herkenbaar aan de twee ovale uitlaatpijpen, verbrede wielkasten en de zwarte honingraatgrille, wat kenmerkend is voor Audi's RS-modellen. Ook de voorbumper is vergroot en de RS6 Limousine heeft een kleine spoiler op de kofferklep. Verder bevinden zich binnen in de auto op het stuur en op de stoelen en van buiten op de kofferklep en in de grille het "RS6"-logo.

### Prestaties
Zowel de RS6 Limousine als Avant trekken op van 0 naar 100 km/u in 4,9 seconden. De maximumsnelheid van de auto is begrensd op 250 km/u. Dit is standaard bij de meeste belangrijke autofabrikanten in Duitsland.

### RS6 plus
Audi heeft eind 2004 nog een speciale versie van de RS6 ontwikkeld, de RS6 Plus, een krachtigere variant van de Audi RS6 in een gelimiteerde oplage van 999 exemplaren. Met een iets gewijzigd motormanagementsysteem wat resulteert in een vermogen van 480 pk (353 kW) en een koppel van 560 Nm wat beschikbaar is tussen 1.950 en 6.000 tpm. Met dit vermogen was de auto in staat om in 4,6 seconden van 0 naar 100 km/u te sprinten. Tevens werd de begrensde topsnelheid verhoogd van 250 km/u naar 280 km/u. Dit ter afscheid van de RS6 die in 2004 zijn laatste productiejaar meemaakte. De Plus onderscheidt zich van de gewone RS6 door zijn titaniumkleurige velgen en zwarte in plaats van chromen sierstrippen om de ramen, grille en op de kofferklep. Daarnaast bevat elk model een naamplaatje waarop staat vermeld om welk nummer van de 999 exemplaren het gaat.
De RS6 Plus was alleen verkrijgbaar als Avant en was uitsluitend leverbaar op de Europese markt. Ook was de auto slechts één modeljaar, het laatste van de A6 C5, verkrijgbaar. Desondanks verkocht de RS6 Plus zeer snel maar of alle 999 exemplaren ook daadwerkelijk geproduceerd zijn is onduidelijk.

### Gegevens
|                      | RS 6 Limousine                                   | RS 6 Avant                                       | RS 6 plus                                        |
| -------------------- | ------------------------------------------------ | ------------------------------------------------ | ------------------------------------------------ |
| Bouwtijd             | 2002 - 2004                                      | 2002 - 2004                                      | 2004                                             |
| Motor                | V8 benzinemotor, 5 kleppen per cilinder, biturbo | V8 benzinemotor, 5 kleppen per cilinder, biturbo | V8 benzinemotor, 5 kleppen per cilinder, biturbo |
| Cilinderinhoud       | 4.172 cm³                                        | 4.172 cm³                                        | 4.172 cm³                                        |
| Compressieverhouding | 9,3:1                                            | 9,3:1                                            | 9,8:1                                            |
| Vermogen             | 450 pk (331 kW) bij 5.700 - 6.400 tpm            | 450 pk (331 kW) bij 5.700 - 6.400 tpm            | 480 pk (353 kW) bij 6.000 - 6.400 tpm            |
| Koppel               | 560 Nm bij 1.950 - 5.600 tpm                     | 560 Nm bij 1.950 - 5.600 tpm                     | 560 Nm bij 1.950 - 6.000 tpm                     |
| Aandrijving          | vierwielaandrijving                              | vierwielaandrijving                              | vierwielaandrijving                              |
| Transmissie          | 5-traps Tiptronic                                | 5-traps Tiptronic                                | 5-traps Tiptronic                                |
| Gewicht              | 1.840 kg                                         | 1.865 kg                                         | 1.880 kg                                         |
| 0–100 km/h           | 4,6 s                                            | 4,7 s                                            | 4,6 s                                            |
| Topsnelheid          | 250 km/u (begrensd)                              | 250 km/u (begrensd)                              | 280 km/u (begrensd)                              |
| Verbruik             | 14,6 l/100 km                                    | 14,6 l/100 km                                    | 14,6 l/100 km                                    |
| CO2-uitstoot         | 350 g/km                                         | 350 g/km                                         | 350 g/km                                         |

## Tweede generatie (C6)
In 2005 werd de nieuwe A6-serie geïntroduceerd. Al snel kwam de S6 beschikbaar met een 5,2-liter V10 FSI motor. De RS6 liet nog op zich wachten maar kwam in het voorjaar van 2008 op de markt. De auto heeft een 580 pk sterke 5,0-liter biturbo V10-motor met directe benzine-inspuiting. Daarmee is de RS6 weer sterker dan zijn concurrenten de BMW E60 M5 en de Mercedes-Benz E 63 AMG. De RS6 was tot oktober 2008 alleen als Avant beschikbaar omdat de meeste kopers van de RS6 een stationwagen kiezen. Tegelijk met de facelift van de A6 die in oktober geïntroduceerd werd kwam ook de 4-deurs RS6 Limousine op de markt.
Aan het eind van het derde kwartaal van 2010, begin van modeljaar 2011, zal de productie van de RS6 gestaakt worden. Er wordt dan plaats gemaakt voor de nieuwe Audi A7 die eveneens in Neckarsulm gebouwd zal worden.

### Aandrijflijn

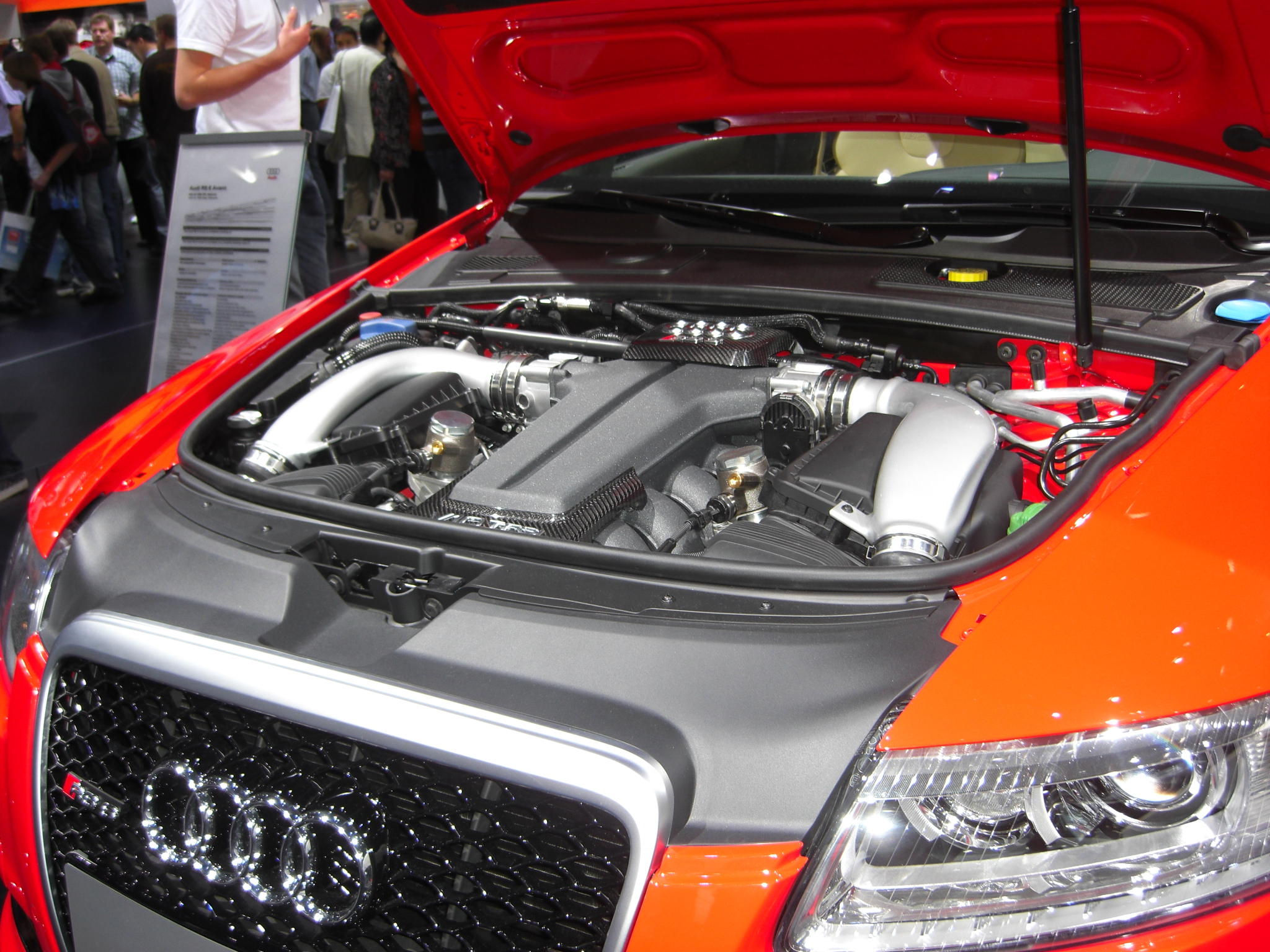
De 5.0 V10 TFSI uit de RS6.

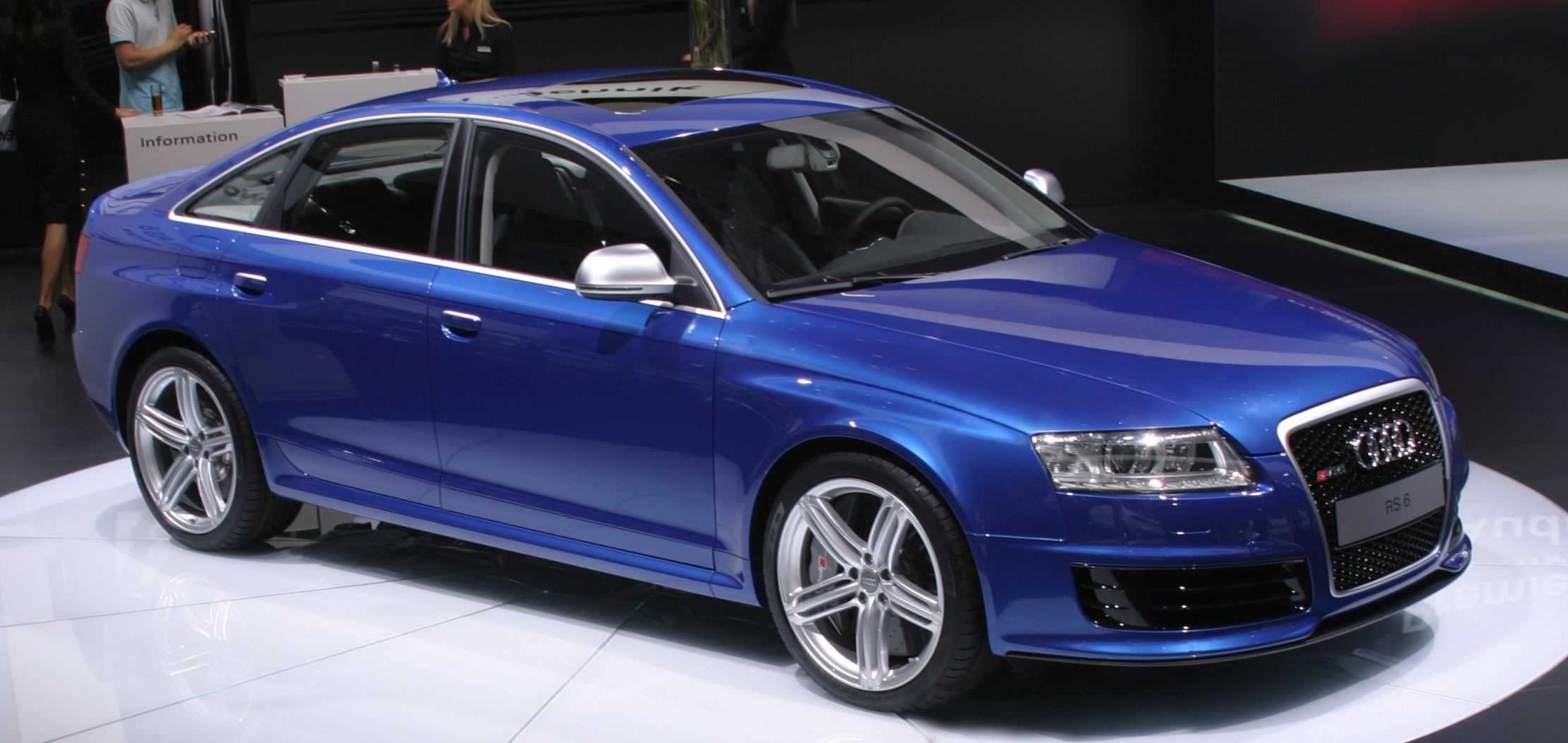
Audi RS6 Limousine

De V10-motor is speciaal ontwikkeld voor de RS6 door quattro GmbH. Hij heeft een maximumvermogen van 580 pk dat beschikbaar is tussen 6.250 en 6.700 tpm. Het maximum koppel bedraagt 650 Nm dat beschikbaar is van 1.500 tot 6.250 tpm. In de praktijk komt dat erop neer dat het maximale koppel vrijwel altijd beschikbaar is, er is dus sprake van een vlakke koppelkromme.
De basis van de motor, het aluminium onderblok, is hetzelfde als dat van de 5,2-liter V10-motor uit de Audi S6 en S8. Alle bewegende onderdelen zijn daarentegen nieuw. Een andere krukas zorgt ervoor dat de motor 213 cc minder cilinderinhoud dan de V10 van de S6 en S8. Ook is de motor voorzien van dry sump-smering en twee relatief kleine compressors die geïntegreerd zijn in het uitlaatspruitstuk met een maximale laaddruk van 0,7 bar. De directe benzine-inspuiting (FSI) maakt de hoge compressieverhouding mogelijk van 10,5:1. Verder heeft de motor variabele kleptiming en elektronisch aangestuurde smoorkleppen.
De motor is gekoppeld aan een 6-traps Tiptronic automatische versnellingsbak met sportfunctie die ook gebruikt wordt in de S6 en S8. Deze stuurt de kracht naar de quattro-vierwielaandrijving die onder normale omstandigheden 60% naar de achterwielen stuurt en 40% naar de voorwielen. Bij verlies van grip kan dit echter variëren, waarbij er maximaal 85% van de kracht naar de achterwielen gestuurd kan worden, en maximaal 65% naar de voorwielen. Ook deze RS6 maakt weer gebruik van het DRC-systeem. Nieuw is dat er nu 3 verschillende standen zijn ingeprogrammeerd, variërend van comfortabel tot zeer hard.

### Uiterlijk
Het uiterlijk van de RS6 volgt de styling van de andere RS-modellen. De auto is voorzien van een nieuwe voor- en achterbumper, twee ovale uitlaatpijpen en een rijtje leds in de koplampen. Hiermee liep de RS6 Avant al vooruit op de facelift van de A6 die eind 2008 ook deze leds kreeg. Een opvallend detail is dat de wielkasten geïnspireerd zijn op die van de Audi "Urquattro". Van binnen is de auto bekleed met koolstofvezel en voorzien van een afgeplat stuurwiel. Verder zijn de spatborden en de motorkap opgetrokken uit lichtgewicht aluminium. Optioneel is er een "optiek pakket zwart" leverbaar wat onder andere een zwarte in plaats van chromen raam- en grilleomlijsting omvat. Standaard staat de RS6 op 20 inch lichtmetalen velgen met "5-segmentspaak design" die optioneel titaniumkleurig kunnen zijn.

### Prestaties
De Avant doet er 4,6 seconden over om van 0 naar 100 km/u te sprinten en 10,3 seconden later passeert de auto de 200 km/u. Overigens is de RS6 op 250 km/u begrensd zoals gebruikelijk is. Optioneel is dit te verhogen naar 280 km/u. De RS6 Limousine sprint nog 0,1 seconde sneller naar de 100 km/u in 4,5 seconden.

### Gegevens
|                      | RS 6 Limousine                                                             | RS 6 Avant                                                                 |
| -------------------- | -------------------------------------------------------------------------- | -------------------------------------------------------------------------- |
| Bouwtijd             | 08/2008 - 12/2010                                                          | 01/2008 - 12/2010                                                          |
| Motor                | V10 benzinemotor, 4 kleppen per cilinder, biturbo                          | V10 benzinemotor, 4 kleppen per cilinder, biturbo                          |
| Cilinderinhoud       | 4.991 cm³                                                                  | 4.991 cm³                                                                  |
| Compressieverhouding | 10,5:1                                                                     | 10,5:1                                                                     |
| Vermogen             | 580 pk (426 kW) bij 6.250 - 6.700 tpm                                      | 580 pk (426 kW) bij 6.250 - 6.700 tpm                                      |
| Koppel               | 650 Nm bij 1.500 - 6.250 tpm                                               | 650 Nm bij 1.500 - 6.250 tpm                                               |
| Aandrijving          | vierwielaandrijving                                                        | vierwielaandrijving                                                        |
| Transmissie          | 6-traps Tiptronic                                                          | 6-traps Tiptronic                                                          |
| Gewicht              | 1.985 kg                                                                   | 2.025 kg                                                                   |
| 0–100 km/h           | 4,5 s                                                                      | 4,6 s                                                                      |
| Topsnelheid          | 250 km/u (begrensd), optie: 280 km/u (begrensd), RS 6 plus: 303 (begrensd) | 250 km/u (begrensd), optie: 280 km/u (begrensd), RS 6 plus: 303 (begrensd) |
| Verbruik             | 13,9 l/100 km                                                              | 14,0 l/100 km                                                              |
| CO2-uitstoot         | 331 g/km                                                                   | 333 g/km                                                                   |

## Derde generatie (C7)
De derde generatie RS 6 werd voorgesteld op de Autosalon van Genève 2013. Deze versie wordt, in tegenstelling tot de vorige generaties, uitsluitend als Avant gebouwd. Dit is gedaan om te voorkomen dat de sedan (Limousine) te veel in het vaarwater van de geplande Audi RS7 terechtkwam.

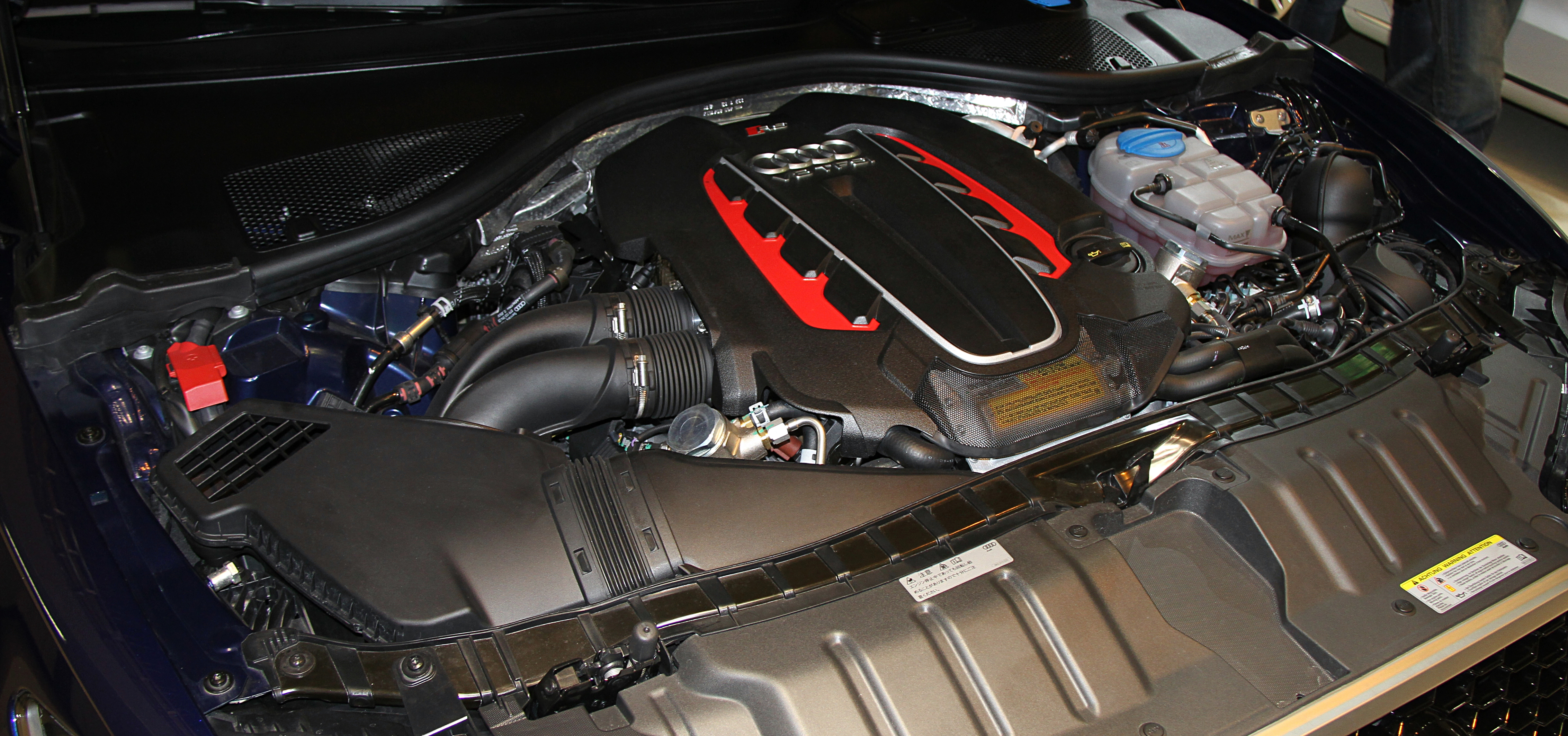
De biturbo V8-motor in de RS 6 Avant

De derde generatie RS 6 is voorzien van een 4.0-liter biturbo V8-motor, bekend uit de S6 van deze generatie. In de RS 6 levert deze een vermogen van 560 pk en een koppel van 700 Nm. Later dat jaar zou de motor zijn weg vinden naar de RS 7 met dezelfde specificaties. De motor is gekoppeld aan een 8-traps automaat van ZF. De reden dat niet voor Audi's eigen S tronic automaat werd gekozen, is vanwege het feit dat deze niet opgewassen is tegen het hoge koppel dat de motor voortbrengt.

### RS 6 Performance
In oktober 2015 werd samen met de RS 7 een performance uitvoering gepresenteerd, een krachtigere versie van de RS 6. Deze hebben de motor die een maand eerder in de S8 plus werd gepresenteerd, met een vermogen van 605 pk en een koppel van 700 Nm (750 in overboost). Hiermee accelereert de RS 6 performance in 3,7 seconden van 0 naar 100 km/u, een winst van 0,2 seconden. Van 0 naar 200 km/u is dit 12,1 seconden (1,4 seconden winst).

### Gegevens
|                      | RS 6 Avant                                                                           | RS 6 Avant Performance                                                               |
| -------------------- | ------------------------------------------------------------------------------------ | ------------------------------------------------------------------------------------ |
| Bouwtijd             | 02/2013 - 2018                                                                       | 10/2015 - 2018                                                                       |
| Motor                | V8 benzinemotor, 4 kleppen per cilinder, biturbo                                     | V8 benzinemotor, 4 kleppen per cilinder, biturbo                                     |
| Cilinderinhoud       | 3.993 cm³                                                                            | 3.993 cm³                                                                            |
| Compressieverhouding | 9,3:1                                                                                | 9,3:1                                                                                |
| Vermogen             | 560 pk (412 kW) bij 5.700 - 6.600 tpm                                                | 605 pk (445 kW) bij 6.100 - 6.800 tpm                                                |
| Koppel               | 700 Nm bij 1.750 - 5.500 tpm                                                         | 750 Nm bij 2.500 - 5.500 tpm                                                         |
| Aandrijving          | vierwielaandrijving                                                                  | vierwielaandrijving                                                                  |
| Transmissie          | 8-traps Tiptronic                                                                    | 8-traps Tiptronic                                                                    |
| Gewicht              | 2.010 - 2.025 kg                                                                     | 2.025 kg                                                                             |
| 0–100 km/h           | 3,9 s                                                                                | 3,7 s                                                                                |
| Topsnelheid          | 250 km/u (begrensd), Dynamic: 280 km/u (begrensd), Dynamic Plus: 305 km/u (begrensd) | 250 km/u (begrensd), Dynamic: 280 km/u (begrensd), Dynamic Plus: 305 km/u (begrensd) |
| Verbruik             | 9,6 l/100 km                                                                         | 9,6 l/100 km                                                                         |
| CO2-uitstoot         | 223 g/km                                                                             | 223 g/km                                                                             |

## Vierde generatie (C8)
De vierde generatie RS 6 werd eind 2019 gepresenteerd en ging vanaf 2020 in productie. Net zoals zijn voorganger is de RS 6 C8 alleen verkrijgbaar als Avant. Anders dan de tweede en derde generatie, wordt deze voor het eerst in Noord-Amerika verkocht sinds de RS 6 C5.
De motor is, net zoals zijn voorganger, een 4.0 V8 TFSI-motor - die nu is voorzien van 600 pk (441 kW) en 800 Nm. Hiermee sprint de 2150 kg zware auto van stilstand tot 100 km/u in 3,6 seconden. Standaard bereikt hij een begrensde topsnelheid van 250 km/u; het Dynamic-pakket bereikt 280 km/u en Dynamic Plus-pakket 305 km/u.
De RS 6 C8 deelt zijn aandrijflijn en techniek met de RS 7 en RS Q8.
1. ↑  Persbericht Audi RS 6 plus RTL, 2002. Gearchiveerd op 23 februari 2017.
2. ↑  http://www.audi.de/etc/medialib/ngw/product/used_cars/a6/pdf/rs6.Par.0005.File.pdf/2004_04_rs6av_c6_331.pdf Technische Daten Audi RS 6 Avant. Gearchiveerd op 13 mei 2015.